# Max Winkelmann (Ingenieurwissenschaftler)
Max Winkelmann (* 10. Januar 1879 in Berlin; † 1. Januar 1946 in Jena) war ein deutscher Ingenieurwissenschaftler, Angewandter Mathematiker und Professor für Technische Mechanik an der Universität Jena.

## Leben
Max Winkelmann war Sohn des Kaufmanns Paul Winkelmann und studierte in Würzburg, Berlin und Göttingen. 1904 wurde er bei Felix Klein in Göttingen über Kreiseltheorie promoviert (Zur Theorie des Maxwellschen Kreisels). Er habilitierte sich 1907 an der Technischen Hochschule in Karlsruhe (Untersuchungen über die Variation der Konstanten in der Mechanik), an der er ab 1905 Assistent war. Winkelmann wurde 1911  Professor für Angewandte Mathematik an der Universität Jena als Nachfolger von Wilhelm Kutta. In Jena lehrte er Technische Mechanik, Photogrammetrie und graphische Statik. Er blieb bis zur Emeritierung aufgrund eines Nervenleidens 1938 Professor in Jena.
Eine seiner Doktoranden war Dorothea Starke.

## Schriften
- Prinzipien der Mechanik. In: Felix Auerbach, Wilhelm Hort: Handbuch der physikalischen und technischen Mechanik, Band 1. Barth, Leipzig 1927, S. 307–349
- Allgemeine Kinetik. In: Felix Auerbach, Wilhelm Hort: Handbuch der physikalischen und technischen Mechanik, Band 2. Barth, Leipzig 1928, S. 1–44
- Kinetik der starren Körper. In: Geiger, Scheel: Handbuch der Physik, Band 5, 1927
- Zur Theorie des Maxwellschen Kreisels, Göttingen 1904 (Dissertation)
- Über die Bewegung des Kreisels. In: Math.-Naturwiss. Blätter, Band 5, 1908, S. 135, 161, 177
- Über Vektordivision, Jahresbericht DMV, Band 32, 1923, S. 67
- Mit E. A. Brauer Herausgeber der Vollständigere Theorie der Maschinen, die durch Reaktion des Wassers in Bewegung versetzt werden von Leonhard Euler in Ostwalds Klassikern (Leipzig: Engelmann 1911).